# Stradanus
Giovanni Stradano o Jan Van der Straet o van der Straat o Stradanus o Stratesis (Brujas, 1523-Florencia, 2 de noviembre de 1605) fue un artista flamenco activo principalmente en la Florencia italiana del siglo XVI. Fue un artista de gran talento que trabajó como pintor de caballete y al fresco, dibujante, diseñador de tapices, diseñador de grabados y decorador de cerámica.  Su temática era variada e incluía temas de historia, escenas mitológicas, alegorías, paisajes, escenas de género, retratos, escenas arquitectónicas y animales. Tras formarse en su Flandes natal, abandonó su país y acabó estableciéndose en Florencia. Se convirtió en un destacado artista de la corte de los Médici  durante la segunda mitad del siglo XVI y trabajó en los numerosos proyectos decorativos de la corte. Stradanus también realizó grandes retablos para las iglesias más importantes de Florencia. 

## Biografía
Nacido en Brujas, actual Bélgica, comenzó su formación en el taller de su padre. Posteriormente continuó su formación en el taller del desconocido maestro de Brujas Maximiliaen Francken (de 1535 a 1537). Más tarde se trasladó a Amberes, donde estudió de 1537 a 1540 en el taller de Pieter Aertsen, pintor de género holandés activo en esa ciudad. Allí dominó el lenguaje visual del Renacimiento y la habilidad para representar composiciones complejas. Hacia 1545 se inscribió en la guilda de San Lucas, el gremio de pintores local. En Amberes se movió en el círculo de los romanistas, es decir, artistas del norte que habían viajado a Italia y al regresar a su país de origen crearon un estilo renacentista, que asimilaba el lenguaje formal italiano.

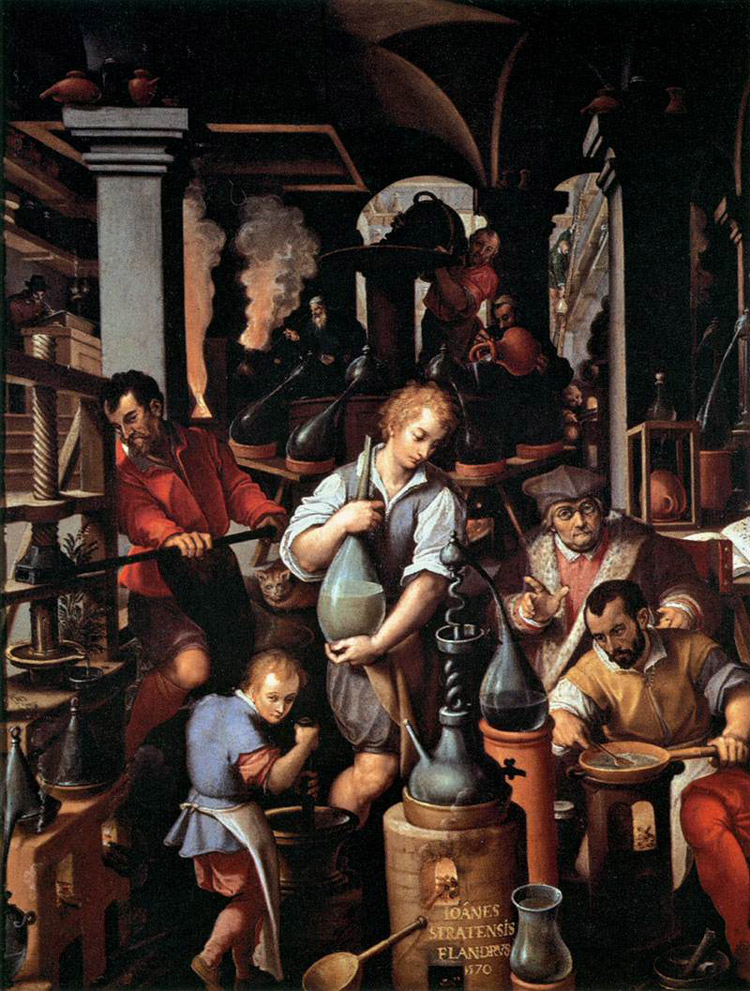
El laboratorio del alquimista. (1571)

Como era habitual en la época, Stradanus abandonó su país natal para completar sus estudios en Italia.  Viajó primero a Lyon, donde posiblemente trabajó con el pintor holandés Corneille de la Haye. A continuación se trasladó a Venecia, donde pasó unos meses. En Venecia conoció al tejedor de alfombras flamenco Jan Rost, que dirigía la recién creada Arazzeria Medicea, el taller de tejidos personal en Florencia del Gran Duque de Toscana Cosme I de Médici. Rost animó a Stradanus a viajar a Florencia para trabajar. Siguió el consejo y llegó a Florencia en 1550, donde entró al servicio de los grandes duques Médici.  Se convirtió en uno de los principales ayudantes de Giorgio Vasari, pintor, arquitecto y principal consejero de los Médici en cuestiones de arte.  Stradanus realizó sus primeros encargos como diseñador de tapices en la Arazzeria Medicea. Diseñó una serie de escenas para tapices y frescos para decorar el Palazzo Vecchio de Florencia y la Villa de los Médici en Poggio a Caiano.  Esos proyectos fueron bajo la dirección general de Vasari y ejecutados por los cerca de 20 ayudantes del taller de Vasari.
Durante el periodo comprendido entre 1550 y 1553, pasó temporadas en Roma para trabajar en encargos. Aquí asistió a Francesco Salviati y también trabajó con Daniele da Volterra en la decoración del belvedere del Vaticano. En algún momento entre 1550 y 1555 Stradanus se casó con Lucrezia di Lorenzo Guardieri. De este matrimonio nacieron dos hijos: Lucrezia (nacida antes de 1556) y Scipione (1556-1612).  Scipione se convirtió en artista y colaboró con su padre en algunos proyectos. Stradanus alcanzó el éxito económico y pudo adquirir una casa y otras posesiones, así como donar importantes sumas a instituciones religiosas. Una de ellas fue el monasterio de Sant'Agata, donde su hija Lucrecia se hizo monja en 1569.

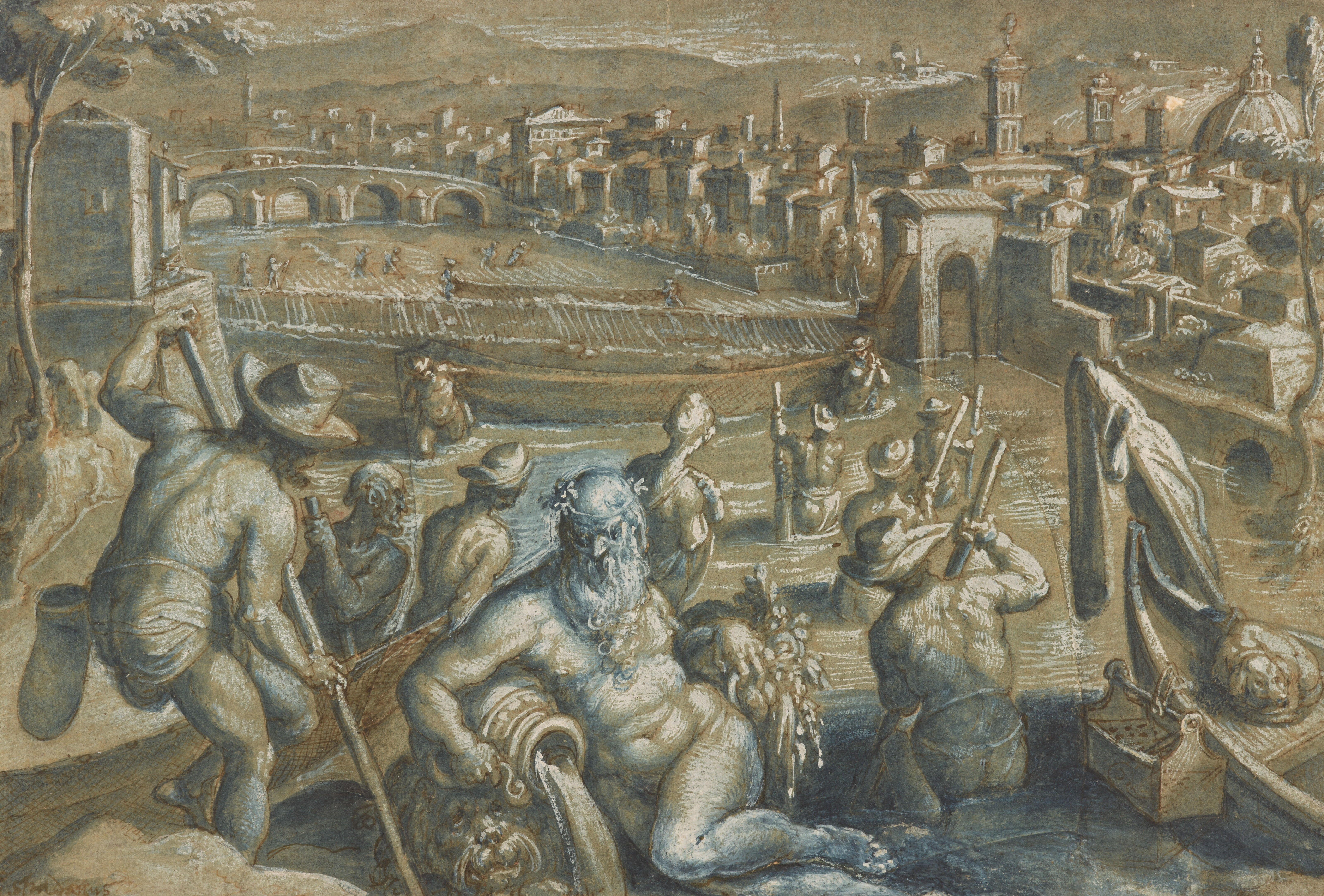
El Arno con pescadores, dibujo (Getty Center)

Regresó a Florencia y trabajó en el Palazzo Vecchio y la vila de Poggio a Caiano. Trabajó en el Studiolo de Francisco I (1567-1577), al que contribuyó con dos obras: El laboratorio del alquimista y Circe transforma a los compañeros de Ulises.
Hacia 1570 Stradanus se distanció de la corte florentina y de Vasari. Parece que estos artistas se enemistaron y que Vasari intentó dificultar que Stradanus captase ciertos encargos. Pero el pintor flamenco diversificó su clientela: logró encargos en varias de las iglesias principales de Florencia, y también en Arezzo, Pisa, Forlí... En 1576 se desplazó a Nápoles, donde fue contratado por el nuevo virrey, don Juan de Austria, hijo ilegítimo de Carlos I de España. Un par de años después Stradanus regresó a Flandes, más en concreto a Amberes, posiblemente en la comitiva de don Juan, entonces nombrado gobernador de los Países Bajos. A esta etapa pertenecen varios grabados, diseñados por Stradanus para impresores como Philips Galle y Hieronymus Cock. Entre ellos se cuenta la serie Equile Ioannis Austriaci... sobre la cuadra de caballos que poseía don Juan.

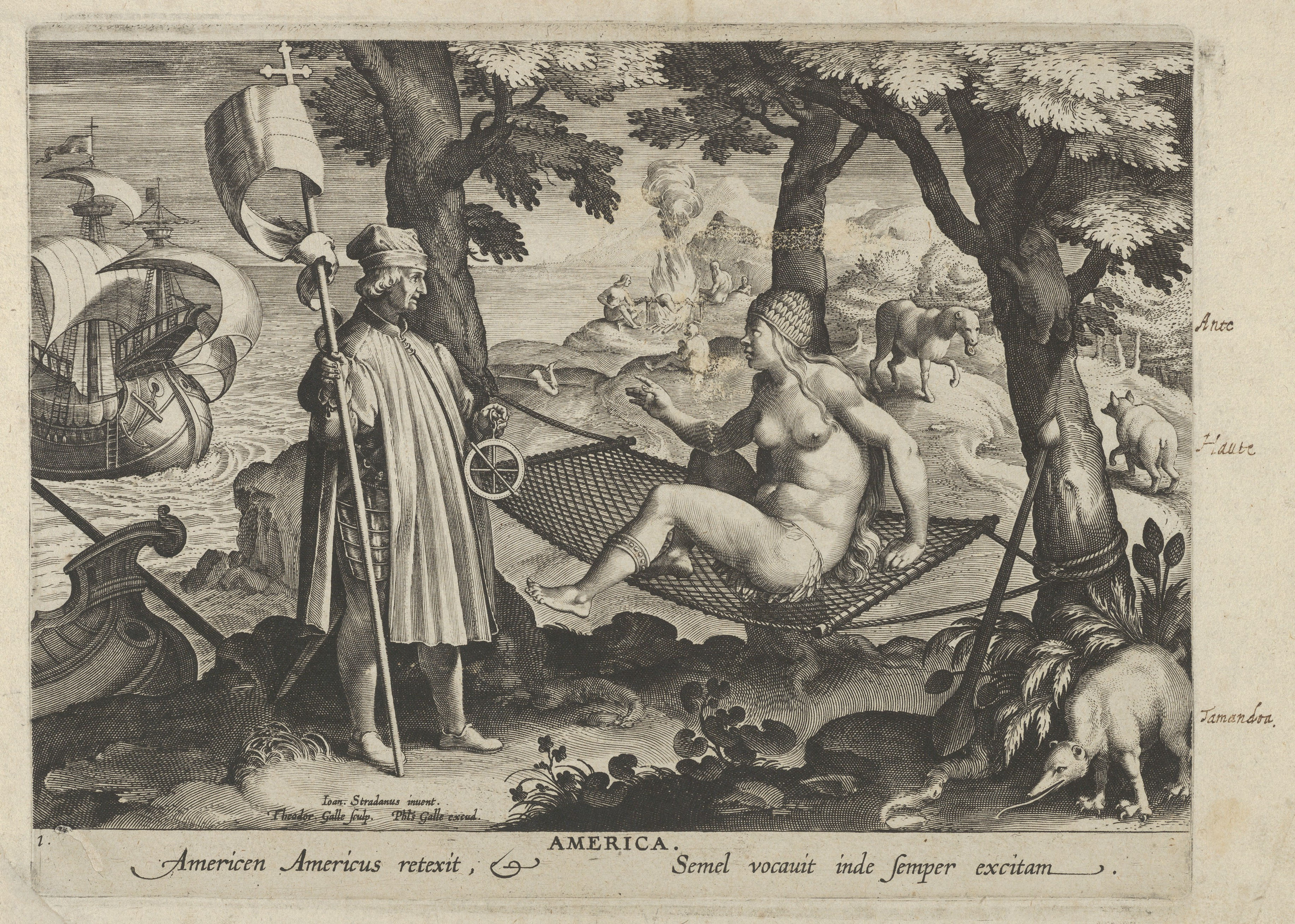
Alegoría del descubrimiento de América, grabado de Theodoor Galle por dibujo de Stradanus para la serie Nova reperta editada por Philips Galle, hacia 1600.

En 1583, Stradanus regresó a Florencia. Ese año trabajó para la familia Pazzi, para la que pintó una amplia serie de frescos para la capilla de Villa Pazzi al Parugiano, en Montemurlo, cerca de Florencia. Entre 1585 y 1587 trabajó por encargo de Alessandro Ottaviano de' Medici (más tarde papa León XI) en los frescos de la capilla del palacio Della Gherardesca de Florencia.
Murió en Florencia en 1605.

## En elSchilder-boeck
Karel van Mander lo incluyó en su recopilación de biografías de pintores, Schilder-boeck, indicando que tenía 74 años en 1603, siendo entonces aún miembro de la academia florentina de dibujo.